# Power Macintosh G3
Power Macintosh G3 är en serie datorer tillverkade av företaget Apple Computer. Serien bygger på användandet av en tredje generationens PowerPC-processor (PowerPC 750). Den första Power Macintosh G3-modellen introducerades 15 november 1997 och fanns i hastigheter på 233 och 266 megahertz.